# Мотухага (острво)
Мотухага је насељено острвце у саставу атола Нукунону у оквиру острвске територије Токелау у јужном делу Тихог океана. Налази се у југозападном делу атола, између острваца Нахау и Нукунону. Прекривено је тропским растињем. На острву постоји истоимено село које је мостом повезано са суседним Нукунонуом.